# Ахтямов, Исмагил Хамитович
Исмагил Хамитович Ахтя́мов (1937—2008) — советский металлург. Лауреат Государственной премии СССР (1977). Заслуженный металлург БАССР (1981).

## Биография
Родился 15 января 1937 года в деревне Миндигулово (ныне Башкортостан). Места работы: с 1955 по 1959 год — комбайнёр Мраковской МТС, в 1962—1966 год — мастер СПТУ в Кугарчинском районе БАССР, в 1966—2000 годы — волочильщик на БМК.

## Награды и звания
- Государственная премия  СССР (1977) — за существенное повышение металлургического производства на основе досрочного освоения производственных мощностей, внедрения новой техники и передовой технологии и инициативу в развитии соревнования за соискание и более полное использование резервов на каждом рабочем месте
- орден Трудового Красного Знамени (1977)
- орден Трудовой Славы III степени (1975).